# Noda Kyūho
Noda Kyūho (japanisch 野田 九浦; geboren 22. Dezember 1879 in Tokio; gestorben 2. November 1971 in Kichijōji) war ein japanischer Maler der Nihonga-Richtung.

## Leben und Werk
Noda Kyūho erhielt seinen ersten Malunterricht von Terasaki Kōgyō. 1896 nahm er sein Studium an der „Tōkyō bijutsu gakkō“ (東京美術学校), einer der Vorläufereinrichtungen der heutigen Universität der Künste Tokio, im Fach Nihonga auf. 1897 brach er sein Studium ab und wandte sich der Stilrichtung Yōga zu, wie sie an der Schule der Künstlergemeinschaft „Hakuba-kai“ (白馬会) gelehrt wurde. Daneben studierte er auch an der Kunstschule des Nihon Bijutsuin.
Als 1907 sein Bild „Straßenpredigt“, das er auf der 1. „Bunten“ ausstellen konnte, mit einem 2. Preis ausgezeichnet wurde, wurde er mit einem Schlag als Maler bekannt. Im selben Jahr übernahm er eine Position bei der „Ōsaka Asahi Shimbun“ (大阪朝日新聞) und wirkte bei den Anstrengungen mit, Osaka zu einer Stadt der Kunst zu machen. In dieser Zeit illustrierte er das Buch „Kōfu“ – „Ein Grubenarbeiter“ von Natsume Sōseki. Er arbeitete nicht nur im Auswahlkomitee der „Bunten“ mit, sondern wurde selbst auch weiter mit Preisen ausgezeichnet. 1931 war er auf der  Ausstellung japanische Malerei in Berlin zu sehen.
Nach dem Zweiten Weltkrieg wurde Noda 1947 Mitglied der Akademie der Künste und im Jahr darauf Professor an der „Kanazawa Universität der Künste“ (金沢美術工芸大学), Kanazawa bijutsu kōgei daigakuki (ki). 1948 wurde er Vorstandsvorsitzender der Ausstellungsreihe „Nitten“. Nach dem Ende seiner aktiven Tätigkeit 1958 wirkte er weiter als Berater der „Nitten“.
Noda versuchte, durch genaue Darstellung Themen des Yamato-e für die Gegenwart zu gewinnen, er zeichnete sich durch auf Quellenforschung basierende Historienmalerei aus. Weitere Werke sind der Schreinbesuch „Miyōken mōde“ (妙見詣) und die Darstellung des am Erin-ji wirkenden Priesters Kaisen Jōki (快川 紹喜; 1502–1582) im Bild „Erin-ji no Kaisen“ (恵林寺の快川).